# ILoveMakonnen
ILoveMakonnen de son vrai nom Makonnen Kamali Sheran (né le 12 avril 1989 à Los Angeles en Californie), est un rappeur et chanteur américain de RnB, originaire d'Atlanta. Il se fait mondialement connaître en 2014 grâce à son titre Tuesday en featuring avec le rappeur canadien Drake.

## Biographie
Son père est un immigrant de la première génération du Belize qui a travaillé comme électricien. Sa mère fut une pédagogue qui a travaillé dans le secteur de la beauté pendant plus de 30 ans. Dans une interview, il s'est décrit comme un mélange d'héritages afro-américain, indien, irlandais, belge, allemand et chinois. Sa grand-mère était chanteuse d'opéra, ce qui a influencé sa carrière musicale. Ayant grandi à Los Angeles, il déménage dans la région d'Atlanta en Géorgie en 2002 quand il avait 13 ans, en raison du divorce de ses parents. Il a été témoin de la mort d'un ami proche au cours de sa dernière année au lycée.
Le 20 janvier 2017, il révèle son homosexualité via Twitter. Il est fréquemment cité comme petit ami du rappeur Lil Peep avant sa mort, bien que cela n'ait jamais été confirmé.